# Gottfried Wilhelm Leibniz Prize
Il premio Gottfried Wilhelm Leibniz è un programma della Deutsche Forschungsgemeinschaft  (la Fondazione tedesca per la ricerca) che assegna premi "a scienziati e accademici eccezionali per i loro eccezionali risultati nel campo della ricerca." È stato istituito nel 1985 e ogni anno vengono assegnati fino a dieci premi a singoli o gruppi di ricerca che lavorano in un istituto di ricerca in Germania o presso un istituto di ricerca tedesco all'estero.
Il premio prende il nome dal erudito e filosofo tedesco Gottfried Wilhelm Leibniz (1646-1716) e ufficialmente chiamato (in tedesco) Förderpreis für deutsche Wissenschaftler im Gottfried Wilhelm Leibniz-Programm der Deutschen Forschungsgemeinschaft  . È uno dei premi di ricerca più consistenti della Germania, con un massimo di 2,5 milioni di euro per premio. La Deutsche Forschungsgemeinschaft mira a migliorare le condizioni di lavoro di scienziati e accademici di spicco, ampliare le loro opportunità di ricerca, sollevarli dai compiti amministrativi e aiutarli a impiegare giovani ricercatori particolarmente qualificati.
Tra i vincitori del premio ci sono Stefan Hell (2008), Gerd Faltings (1996), Peter Gruss (1994), Svante Pääbo (1992), Theodor W. Hänsch (1989), Erwin Neher (1987), Bert Sakmann (1987), Jürgen Habermas (1986), Hartmut Michel (1986) e Christiane Nüsslein-Volhard (1986). 

## Premiati
Fonte: Homepage di Deutsche Forschungsgemeinschaft

### 2018-2010
2019:
- Sami Haddadin, Robotica, Università tecnica di Monaco
- Rupert Huber, Fisica sperimentale, Università di Ratisbona
- Andreas Reckwitz, Sociologia, Viadrina European University, Frankfurt (Oder)
- Hans-Reimer Rodewald, Immunologia, Centro tedesco di ricerca sul cancro (DKFZ), Heidelberg
- Melina Schuh, biologia cellulare, Max Planck Institute for Biophysical Chemistry (Karl-Friedrich-Bonhoeffer-Institute), Göttingen
- Brenda Schulman, Biochimica, Max Planck Institute of Biochemistry (MPIB), Martinsried
- Ayelet Shachar, Diritto e scienze politiche, Istituto Max Planck per lo studio della diversità etnica e religiosa, Gottinga
- Michèle Tertilt, Economia, Università di Mannheim
- Wolfgang Wernsdorfer, fisica sperimentale a stato solido, Istituto di tecnologia di Karlsruhe (KIT)
- Matthias Wessling, Ingegneria delle reazioni chimiche, RWTH Aachen University e Leibniz-Institut für Interaktive Materialien (DWI), Aquisgrana

2018:
- Jens Beckert, Sociologia, Istituto Max Planck per lo studio delle società, Colonia
- Alessandra Buonanno, Fisica gravitazionale, Istituto Max Planck per la fisica gravitazionale (Istituto Albert Einstein), Potsdam
- Nicola Fuchs-Schündeln, Wirtschaftswissenschaften, Johann Wolfgang Goethe-Universität Frankfurt / Main
- Veit Hornung, Immunologie, Genzentrum, Università Ludwig Maximilian di Monaco
- Eicke Latz, Immunologie, Universitätsklinikum Bonn, Rheinische Friedrich-Wilhelms-Universität Bonn
- Heike Paul, Amerikanistik, Friedrich-Alexander-Universität Erlangen-Nürnberg
- Erika L. Pearce, Immunologie, Max-Planck-Institut für Immunbiologie und Epigenetik, Freiburg / Breisgau
- Claus Ropers , Experimentelle Festkörperphysik, Georg-August-Universität Göttingen
- Oliver G. Schmidt, Materialwissenschaften, Leibniz-Institut für Festkörper- und Werkstoffforschung Dresden e Fakultät für Elektrotechnik und Informationstechnik, Technische Universität Chemnitz
- Bernhard Schölkopf, Maschinelles Lernen, Max-Planck-Institut für Intelligente Systeme, Tübingen
- László Székelyhidi, Angewandte Mathematik, Universität Leipzig

2017:
- Lutz Ackermann, Chimica Molecolare Organica, Università di Gottinga
- Beatrice Gründler, Arabistics, Università libera di Berlino
- Ralph Hertwig, Cognition Psychology, Max-Planck-Institute for Education research
- Karl-Peter Hopfner, Biologia delle strutture, Università Ludwig Maximilian di Monaco
- Frank Jülicher, Biofisica teorica, Max-Planck-Institute for Physics di sistemi complessi
- Lutz Mädler, Ingegneria dei processi meccanici, Università di Brema
- Britta Nestler, Scienza dei materiali, Istituto di tecnologia di Karlsruhe
- Joachim P. Spatz, Biofisica, Max-Planck-Institute for Intelligent Systems e Università Ruprecht Karl di Heidelberg
- Anne Storch, Africanistics, Università di Köln
- Jörg Vogel, Microbiologia medica, Università di Würzburg

2016:
- Frank Bradke, Neuroregeneration, Centro tedesco per le malattie neurodegenerative (DZNE), Bonn
- Emmanuelle Charpentier, Biologia delle infezioni, Max Planck Institute for Infection Biology, Berlino
- Daniel Cremers, Computer Vision, Cattedra di informatica IX: comprensione delle immagini e sistemi basati sulla conoscenza, Università tecnica di Monaco
- Daniel James Frost, Mineralogia / Petrologia sperimentale, Università di Bayreuth
- Dag Nikolaus Hasse, Filosofia, Istituto di filosofia, Università di Würzburg
- Benjamin List , Chimica molecolare organica, Dipartimento di catalisi omogenea, Istituto Max Planck per la ricerca sul carbone, Mülheim an der Ruhr
- Christoph Möllers, Law, Chair of Public Law and Legal Philosophy, Humboldt University of Berlin
- Marina Rodnina, Biochimica, Istituto Max Planck di chimica biofisica (Karl Friedrich Bonhoeffer Institute), Gottinga
- Bénédicte Savoy, Storia dell'arte moderna, Centro di studi metropolitani, Università tecnica di Berlino
- Peter Scholze, Geometria algebrica aritmetica, Istituto di matematica, Università di Bonn

2015:
- Henry N Chapman, Fisica biologica / Fisica a raggi X, DESY, Amburgo e Università di Amburgo
- Hendrik Dietz, Biochimica / Biofisica, Università tecnica di Monaco
- Stefan Grimme, Chimica teorica, Università di Bonn
- Christian Hertweck, Chimica biologica, Istituto Leibniz per la ricerca sui prodotti naturali e la biologia delle infezioni - Hans Knöll Institute (HKI), Jena e Università di Jena
- Friedrich Lenger, Storia moderna e contemporanea, Università di Gießen
- Hartmut Leppin, Storia antica, Università Goethe di Francoforte
- Steffen Martus, Letteratura tedesca moderna, Università Humboldt di Berlino
- Tobias Moser , Auditory Sensing / Otolaryngology, Università di Gottinga

2014:
- Artemis Alexiadou, Linguistica, Università di Stoccarda
- Armin von Bogdandy, Diritto pubblico estero e diritto internazionale, Istituto Max Planck per il diritto pubblico comparato e il diritto internazionale, Heidelberg
- Andreas Dreizler, Ricerca sulla combustione, Università tecnica di Darmstadt
- Christof Schulz, Combustione e dinamica del gas, Università di Duisburg-Essen
- Nicole Dubilier, Ecologia marina, Max Planck Institute for Marine Microbiology, Brema e Università di Brema
- Leif Kobbelt, Informatica e computer grafica, RWTH Aachen
- Laurens Molenkamp, Fisica sperimentale a stato solido, Università di Würzburg
- Brigitte Röder, psicologia / neuro-psicologia biologica, Università di Amburgo
- Irmgard Sinning, Biologia strutturale, Università Ruprecht Karl di Heidelberg
- Rainer Waser, Nanoelettronica / Scienza dei materiali, RWTH Aachen e Peter Grünberg Institute, Centro di ricerca Jülich
- Lars Zender, Epatologia / oncologia, Universitätsklinikum Tübingen

2013:
- Thomas Bauer, studi islamici, Università di Münster
- Ivan Đikić, Biochimica / biologia cellulare, Università Goethe di Francoforte
- Frank Glorius, Chimica molecolare, Università di Münster
- Onur Güntürkün, Psicologia biologica, Università della Ruhr a Bochum
- Peter Hegemann, Biofisica, Università Humboldt di Berlino
- Marion Merklein, Tecnologia di formatura dei metalli / ingegneria di produzione, Università Friedrich-Alexander di Erlangen-Norimberga
- Roderich Moessner, Istituto Max Planck per la fisica dei sistemi complessi, Dresda, insieme ad Achim Rosch, Fisica teorica a stato solido, Università di Colonia
- Erika von Mutius, Pediatria, Allergologia, Epidemiologia, Klinikum der Universität München
- Vasilis Ntziachristos, Bio-imaging con tecniche ottiche, Technische Universität München
- Lutz Raphael, Storia moderna e recente, Universität Trier

2012:
- Michael Brecht - Neurofisiologia / neuroscienze cellulari (Bernstein Zentrum für Computational Neuroscience Berlin und Università Humboldt di Berlino)
- Rainer Forst - filosofia / teoria politica (Università Goethe di Francoforte)
- Gunther Hartmann - Farmacologia clinica / immunità naturale (Universitätsklinikum Bonn) e Kurts Cristiani - Immunologia / Nefrologia (Universitätsklinikum Bonn)
- Matthias Mann - Biochimica (Max Planck Institute of Biochemistry, Martinsried)
- Friederike Pannewick - Studi / letteratura islamica, teatro, storia delle idee (Università di Marburgo)
- Nikolaus Rajewsky - Biologia dei sistemi (Max Delbrück Center for Molecular Medicine, Berlino)
- Ulf Riebesell - Oceanografia (Leibniz-Institut für Meereswissenschaften (IFM-Geomar) al'Università di Kiel)
- Peter Sanders - Informatica teorica e algoritmi Karlsruher Institut für Technologie, KIT)
- Barbara Wohlmuth - Analisi numerica (Università tecnica di Monaco)
- Jörg Wrachtrup - Fisica sperimentale (Università di Stoccarda)

2011:
- Michael Brecht, Neuroscience (Bernstein Center for Computational Neuroscience Berlin)
- Ulla Bonas, Microbiologia / Fitopatologia molecolare (Universität Halle-Wittenberg)
- Christian Büchel , Neuroscienze cognitive (Universitätsklinikum Hamburg-Eppendorf)
- Anja Feldmann, Informatica / Reti informatiche / Internet (Università tecnica di Berlino, T-Labs)
- Kai-Uwe Hinrichs, Geochimica organica (Universität Bremen)
- Anthony A. Hyman, Biologia cellulare / Microtubuli e scissione (Max Planck Institute of Molecular Cell Biology and Genetics, Dresda)
- Bernhard Keimer, Fisica sperimentale a stato solido (Istituto Max Planck per la ricerca sullo stato solido, Stoccarda)
- Franz Pfeiffer, fisica dei raggi X (Università tecnica di Monaco)
- Joachim Friedrich Quack, Egyptology (Universität Heidelberg)
- Gabriele Sadowski, Thermodynamics (Technische Universität Dortmund)
- Christine Silberhorn, ottica quantistica (Universität Paderborn)

2010:
- Jan Born, Neuroendocrinologia / Ricerca sul sonno (Università di Lubecca)
- Peter Fratzl, Biomateriali (Istituto Max Planck di colloidi e interfacce, Potsdam)
- Roman Inderst, Macroeconomics (University Frankfurt / Main)
- Christoph Klein, Pediatrics / Oncology (Scuola di medicina di Hannover)
- Ulman Lindenberger, Psicologia della vita (Max Planck Institute for Human Development, Berlino)
- Frank Neese, Chimica teorica (Università di Bonn)
- Jürgen Osterhammel, Storia recente e moderna (Università di Costanza)
- Petra Schwille, Biofisica (Università tecnica di Dresda)
- Stefan Treue, Cognitive Neurosciences (German Primate Center, Göttingen)
- Joachim Weickert, Elaborazione digitale delle immagini (Università della Saarland)

### 2009-2000
2009:
- Antje Boetius, Istituto Max Planck di microbiologia marina, Brema
- Holger Braunschweig, Università di Würzburg
- Wolfram Burgard, Università di Friburgo in Brisgovia
- Heinrich Detering, Università di Gottinga
- Jürgen Eckert, IFW Dresden e Università tecnica di Dresda
- Armin Falk, Università di Bonn
- Frank Kirchhoff, Università di Ulma
- Jürgen Rödel, Università tecnica di Darmstadt
- Karl Lenhard Rudolph, Università di Ulma
- Burkhard Wilking, Università di Münster
- Martin R. Zirnbauer, Università di Colonia

2008:
- Susanne Albers - informatica teorica, Università di Friburgo in Brisgovia
- Martin Beneke - fisica teorica delle particelle, RWTH Aquisgrana
- Holger Boche - ingegneria delle telecomunicazioni e teoria dell'informazione, Università tecnica di Berlino
- Martin Carrier, filosofia, Università di Bielefeld
- Elena Conti - biologia strutturale, Max Planck Institute of Biochemistry, Martinsried
- Elisa Izaurralde - biologia cellulare, Max Planck Institute for Developmental Biology, Tubinga
- Holger Fleischer - diritto economico, Università di Bonn
- Stefan Hell - biofisica, Istituto Max Planck di chimica biofisica, Gottinga
- Klaus Kern - chimica fisica a stato solido, Max Planck Institute for Solid State Research, Stoccarda
- Wolfgang Lück - topologia algebrica, Università di Münster;
- Jochen Mannhart - fisica sperimentale a stato solido, Università di Augusta

2007:
- Jens Claus Brüning  - ricerca sul diabete molecolare, endocrinologia (Università di Colonia)
- Patrick Bruno - fisica teorica a stato solido (MPI of Microstructure Physics, Halle / Saale)
- Magdalena Götz - neurologia (GSF - Forschungszentrum für Umwelt und Gesundheit e Università Ludwig Maximilian di Monaco)
- Peter Gumbsch - scienza dei materiali (Karlsruher Institut für Technologie e Fraunhofer-Institut für Werkstoffmechanik, Freiburg i. Br. E Halle / Saale)
- Gerald Haug - paleoclimatologia (GeoForschungsZentrum Potsdam e Università di Potsdam)
- Bernhard Jussen - storia medievale (Università di Bielefeld)
- Ginevra Kauffmann - astrofisica (MPI per astrofisica, Garching)
- Falko Langenhorst - mineralogia e petrologia (Università di Jena)
- Oliver Primavesi - filologia classica (Università Ludwig Maximilian di Monaco)
- Detlef Weigel - biologia vegetale (MPI for Developmental Biology, Tübingen)

2006:
- Matthias Beller e Peter Wasserscheid - catalisi omogenea (Leibniz-Institute for Organic Catalysis presso l'Università di Rostock) e trattamento chimico (Università Friedrich-Alexander di Erlangen-Norimberga)
- Patrick Cramer   - biologia strutturale (Università Ludwig Maximilian di Monaco)
- Peter Jonas - neurofisiologia (Università di Friburgo in Brisgovia)
- Ferenc Krausz - ottica quantistica (Università Ludwig Maximilian di Monaco e Max Planck Institute for Quantum Optics, Garching)
- Klaus Mezger - geochimica (Università di Münster)
- Thomas Mussweiler   - psicologia sociale (Università di Colonia)
- Felix Otto - analisi di equazioni differenziali parziali (Università di Bonn)
- Dominik Perler - storia della filosofia / filosofia teorica (Università Humboldt di Berlino)
- Gyburg Radke - filologia e filosofia classica (Università di Marburgo)
- Marino Zerial - biologia cellulare (Istituto Max Planck per la biologia cellulare e la genetica, Dresda)

2005:
- Peter Becker - biologia cellulare / biochimica (Università Ludwig Maximilian di Monaco)
- Immanuel Bloch - ottica quantistica (Università Johannes Gutenberg di Magonza)
- Stefanie Dimmeler - cardiologia molecolare (Università Goethe di Francoforte)
- Jürgen Gauß - chimica teorica (Università Johannes Gutenberg di Magonza)
- Günther Hasinger - astrofisica (Max Planck Institute for Extraterrestrial Physics, Garching)
- Christian Jung - allevamento vegetale (Università di Kiel)
- Axel Ockenfels - economia sperimentale (Università di Colonia)
- Wolfgang Peukert - ingegneria di processo meccanica (Università Friedrich-Alexander di Erlangen-Norimberga)
- Barbara Stollberg-Rilinger - Storia della prima Europa moderna (Università di Münster)
- Andreas Tünnermann - tecnologia dei microsistemi (Fraunhofer Institute for Applied Optics and Precision Engineering, Jena)

2004:
- Frank Allgöwer - ingegneria di controllo (Università di Stoccarda)
- Gabriele Brandstetter - scienza del teatro (Libera Università di Berlino)
- Thomas Carell - chimica organica (Università Ludwig Maximilian di Monaco)
- Karl Christoph Klauer - psicologia sociale e cognitiva (Università di Bonn)
- Hannah Monyer - neurobiologia (Università Ruprecht Karl di Heidelberg)
- Nikolaus Pfanner e Jürgen Soll - biochimica / biologia cellulare molecolare delle piante (Università di Friburgo in Brisgovia e Università Ludwig Maximilian di Monaco)
- Klaus Dieter Pfeffer - immunologia (Università Heinrich Heine di Düsseldorf)
- Dierk Raabe - scienza dei materiali (Istituto Max Planck per Iron Research GmbH, Düsseldorf)
- Konrad Samwer - fisica dello stato solido (Università Georg-August di Gottinga)
- Manfred Strecker - geologia strutturale (Università di Potsdam)

2003:
- Winfried Denk - ottica medica (Max Planck Institute for Medical Research, Heidelberg)
- Hélène Esnault ed Eckart Viehweg - geometria algebrica (Università di Duisburg-Essen)
- Gerhard Huisken - analisi geometrica (Max Planck Institute for Gravitational Physics (Albert Einstein Institute), Golm, Potsdam)
- Rupert Klein - fluidodinamica computazionale (Libera Università di Berlino e Potsdam Institute for Climate Impact Research)
- Albrecht Koschorke - Rinascimento e letteratura tedesca moderna (Università di Costanza)
- Roland Lill - biologia cellulare / biochimica Università di Marburgo)
- Christof Niehrs - biologia dello sviluppo molecolare (Deutsches Krebsforschungszentrum, Heidelberg)
- Ferdi Schüth - chimica inorganica (Max Planck Institute für Kohlenforschung (ricerca sul carbone), Mülheim / Ruhr)
- Hans-Peter Seidel - grafica (Max Planck Institute for Informatics, Saarbrücken)
- Hubert Wolf - storia del cristianesimo / teologia cattolica (Università di Münster)

2002:
- Carmen Birchmeier-Kohler - biologia molecolare (Max Delbrück Center for Molecular Medicine, Berlin-Buch)
- Wolfgang Dahmen - matematica (RWTH Aachen)
- Wolf-Christian Dullo - paleontology (Università di Kiel)
- Bruno Eckhardt - fisica teorica (Università di Marburgo)
- Michael Famulok - biochimica (Università di Bonn)
- Christian Haass - biochimica patologica  (Università Ludwig Maximilian di Monaco)
- Franz-Ulrich Hartl - biologia cellulare (Max Planck Institute for Biochemistry, Martinsried)
- Thomas Hengartner - antropologia culturale (Università di Amburgo)
- Reinhold Kliegl - psicologia generale (Università di Potsdam)
- Wolfgang Kowalsky - optoelettronica (Università tecnica di Braunschweig)
- Karl Leo - fisica dello stato solido (Università tecnica di Dresda)
- Frank Vollertsen - formando e allungando ingegneria di fabbricazione (Università di Paderborn)

2001:
- Jochen Feldmann - componente optoelettronico (Università Ludwig Maximilian di Monaco)
- Eduard Christian Hurt - biologia molecolare (Università Ruprecht Karl di Heidelberg)
- Hans Keppler - mineralogia (Università di Tubinga)
- Arthur Konnerth - neurofisiologia (Università Ludwig Maximilian di Monaco)
- Ulrich Konrad - musicologia (Università di Würzburg)
- Martin Krönke - immunologia / biologia cellulare (Università di Colonia)
- Joachim Küpper - Teoria letteraria romantica (Libera Università di Berlino)
- Christoph Markschies - storia del cristianesimo (Università Ruprecht Karl di Heidelberg)
- Wolfgang Marquardt - ingegneria dei sistemi di processo (RWTH di Aquisgrana)
- Helge Ritter - informatica (Università di Bielefeld)
- Günter Ziegler - matematica (Università tecnica di Berlino)

2000:
- Klaus Fiedler - psicologia sociale cognitiva (Università Ruprecht Karl di Heidelberg)
- Peter Greil - scienza dei materiali (Università Friedrich-Alexander di Erlangen-Norimberga)
- Matthias W. Hentze - biologia molecolare (European Molecular Biology Laboratory, Heidelberg)
- Peter M. Herzig - geochimica e geologia economica (Freiberg University of Mining and Technology)
- Reinhard Jahn - biologia cellulare (Max Planck Institute for Biphysical Chemistry (Karl Friedrich Bonhoeffer Institute), Göttingen)
- Aditi Lahiri - linguistica generale (Università di Costanza)
- Gertrude Lübbe-Wolff - diritto pubblico (Università di Bielefeld)
- Dieter Lüst - fisica teorica (Università Humboldt di Berlino)
- Stefan Müller - matematica (Max Planck Institute for Mathematics in the Sciences, Lipsia)
- Manfred Pinkal - linguistica computazionale (Università della Saarland))
- Ilme Schlichting - biofisica (Max Planck Institute for Molecular Physiology, Dortmund)
- Friedrich Temps e Hans-Joachim Werner - chimica fisica (Università di Kiel) e Theoretische Chemie (Università di Stoccarda)
- Martin Wegener - fisica dello stato solido (Università di Karlsruhe)

### 1999-1990
1999:
- Ekkard Brinksmeier - ingegneria di produzione (Università di Brema)
- Bernd Bukau - biologia cellulare (Università di Friburgo in Brisgovia)
- Joachim Cuntz - matematica (Università di Münster)
- Alois Fürstner - chimica organometalica (Max Planck Institute für Kohlenforschung (ricerca sul carbone) (rechtsfähige Stiftung), Mülheim / Ruhr)
- Friedrich Wilhelm Graf - Teologia evangelica (Università di Augusta)
- Ulrich Herbert - storia moderna e contemporanea (Università di Friburgo in Brisgovia)
- Martin Johannes Lohse - farmacologia (Università di Würzburg)
- Volker Mosbrugger - paleontology (Università di Tubinga)
- Hans-Christian Pape - neurofisiologia (Otto von Guericke University of Magdeburg)
- Joachim Ullrich - fisica sperimentale (Università di Friburgo in Brisgovia)

1998:
- Heinz Breer - zoologia (Università di Hohenheim)
- Nikolaus P. Ernsting e Klaus Rademann - chimica fisica (Università Humboldt di Berlino)
- Hans-Jörg Fecht - materiali metallici (Università di Ulm)
- Ute Frevert - storia moderna (Università di Bielefeld)
- Wolf-Bernd Frommer - fisiologia vegetale molecolare (Università di Tubinga)
- Christian Griesinger - chimica organica (Università Goethe di Francoforte)
- Regine Hengge-Aronis - microbiologia (Università di Costanza)
- Onno Oncken - geologia (GeoForschungsZentrum, Potsdam e Libera Università di Berlino)
- Hermann Parzinger - Europa preistorica e primitiva (Istituto archeologico germanico, Berlino)
- Ingo Rehberg - fisica sperimentale (Otto von Guericke University of Magdeburg)
- Dietmar Vestweber - biologia cellulare / biochimica (Università di Münster)
- Annette Zippelius - fisica dello stato solido (Università Georg-August di Gottinga)

1997:
- Thomas Boehm - biologia dello sviluppo molecolare (Deutsches Krebsforschungszentrum, Heidelberg)
- Wolfgang Ertmer - fisica sperimentale (Università di Hannover)
- Angela D. Friederici - neuropsicologia (Max Planck Institute for Neuropsychological Research, Lipsia)
- Georg Fuchs  - microbiologia (Università di Friburgo in Brisgovia)
- Jean Karen Gregory - scienza dei materiali (Università tecnica di Monaco)
- Andreas Kablitz - Filologia romanza / Studi italiani (Università di Colonia)
- Matthias Kleiner - lamiera (Technical University of Cottbus)
- Paul Knochel - chimica organometallica (Università di Marburgo)
- Elisabeth Knust - genetica dello sviluppo (Università Heinrich Heine di Düsseldorf)
- Stephan W. Koch - fisica teorica (Università di Marburgo)
- Christian F. Lehner - genetica molecolare (Università di Bayreuth)
- Stefan M. Maul - orientalismo antico (Università Ruprecht Karl di Heidelberg)
- Ernst Mayr - teoria dell'informazione (Università tecnica di Monaco)
- Gerhard Wörner - mineralogia / geochimica (Università Georg-August di Gottinga)

1996:
- Eduard Arzt - scienza dei materiali (Università di Stoccarda e Max Planck Institute for Metals Research, Stoccarda)
- Hans Werner Diehl - fisica teorica (Università di Duisburg-Essen)
- Gerd Faltings - matematica (Istituto Max Planck di matematica, Bonn)
- Ulf-Ingo Flügge - biochimica delle piante, (Università di Colonia)
- Wolfgang Klein - linguistica (Max Planck Institute for Psycholinguistics, Nijmegen)
- Dieter Langewiesche - storia moderna (Università di Tubinga)
- Reinhard Lührmann  - biologia molecolare (Università di Marburgo)
- Joachim Reitner - paleontologia (Università Georg-August di Gottinga)
- Michael Reth - immunologia (Max Planck Institute for Immunobiology, Freiburg)
- Wolfgang Schnick - chimica dello stato solido (Università di Bayreuth)
- Winfried Schulze - storia della prima Europa moderna (Università Ludwig Maximilian di Monaco)
- Reinhard Zimmermann - storia del diritto e del diritto civile (Università di Ratisbona)

1995:
- Siegfried Bethke - fisica delle particelle elementari (RWTH Aachen)
- Niels Birbaumer - psicofisiologia (Università di Tubinga)
- Hans-Joachim Freund - chimica fisica (Università della Ruhr a Bochum)
- Martin Grötschel - matematica applicata (Università tecnica di Berlino)
- Axel Haverich - chirurgia (Università di Kiel)
- Gerhard Hirzinger - robotica (Centro aerospaziale tedesco, Oberpfaffenhofen)
- Thomas Jentsch  - biochimica (Università di Amburgo)
- Gerd Jürgens - sviluppo di piante molecolari (Università di Tubinga)
- Wolfgang Schleich - ottica quantistica (Università di Ulma)
- Manfred G. Schmidt - scienze politiche (Università Ruprecht Karl di Heidelberg)
- Thomas Schweizer (†) - antropologia culturale (Università di Colonia)
- Elmar Weiler - fisiologia vegetale (Università della Ruhr a Bochum)
- Emo Welzl - informatica (Libera Università di Berlino)

1994:
- Gisela Anton - fisica sperimentale (Università di Bonn)
- Manfred Broy e Ernst-Rüdiger Olderog - informatica (Università tecnica di Monaco e Università di Oldenburg)
- Ulrich R. Christensen - geofisica (Università Georg-August di Gottinga)
- Ulf Eysel - neurofisiologia (Università della Ruhr a Bochum)
- Theodor Geisel - fisica teorica (Università Goethe di Francoforte)
- Peter Gruss - biologia cellulare (MPI per chimica biofisica, Gottinga)
- Wolfgang Hackbusch - matematica numerica (Università di Kiel)
- Adrienne Héritier e Helmut Willke - sociologia / politologia (Università di Bielefeld)
- Stefan Jentsch - biologia molecolare (Università Ruprecht Karl di Heidelberg)
- Glenn W. Most - filologia classica (Università Ruprecht Karl di Heidelberg)
- Johann Mulzer - chimica organica (Libera Università di Berlino)
- Peter Schäfer - Studi ebraici (Libera Università di Berlino)

1993:
- Christian von Bar - privato internazionale (Universität Osnabrück)
- Johannes Buchmann e Claus-Peter Schnorr - teoria dell'informazione (Universität Saarbrücken e Università Goethe di Francoforte)
- Dieter Enders - chimica organica (RWTH Aquisgrana)
- Gunter Fischer - biochimica (Università "Martin Lutero" di Halle-Wittenberg)
- Michael Frotscher  - neuroanatomy (Università di Friburgo in Brisgovia)
- Jürgen Jost - matematica (Universität Bochum)
- Regine Kahmann - genetica molecolare (Università Ludwig Maximilian di Monaco)
- Wolfgang Krätschmer - fisica nucleare (MPI für Kernphysik, Heidelberg)
- Klaus Petermann - tecniche ad alta frequenza (Università tecnica di Berlino)
- Wolfgang Prinz - psicologia (MPI für für Psychologische Forschung, München)
- Rudolf G. Wagner - sinology (Università Ruprecht Karl di Heidelberg)
- Jürgen Warnatz - combustione tecnica (Università di Stoccarda)

1992:
- Georg W. Bornkamm - virologia (GSF-Forschungszentrum für Umwelt und Gesundheit Monaco di Baviera)
- Christopher Deninger, Michael Rapoport, Peter Schneider e Thomas Zink - matematica (Università di Münster, Università Bergische Wuppertal, Università di Colonia e Università di Bielefeld)
- Irmela Hijiya-Kirschnereit - iamatologia (Libera Università di Berlino)
- Jürgen Kocka - storia della sociologia (Libera Università di Berlino)
- Joachim Menz - rilevamento topografico (Università di Friburgo e Tecnologia)
- Friedhelm Meyer auf der Heide e Burkhard Monien - informatica (Università di Paderborn)
- Jürgen Mlynek - fisica sperimentale (Università di Costanza)
- Svante Pääbo - biologia molecolare (Università Ludwig Maximilian di Monaco)
- Wolfgang Raible - romanistica (Università di Friburgo in Brisgovia)
- Hans-Georg Rammensee - immunologia (Max Planck Institute for Developmental Biology, Tubinga)
- Jan Veizer - geochimica dei sedimenti (Università della Ruhr a Bochum)

1991:
- Gerhard Ertl - chimica fisica (Fritz Haber Institute of the MPG, Berlin)
- Dieter Fenske e Michael Veith - chimica inorganica (Università di Karlsruhe e Università della Saarland)
- Ernst O. Göbel - fisica dello stato solido (Università di Marburgo)
- Dieter Häussinger - medicina interna (Università di Friburgo in Brisgovia)
- Karl-Heinz Hoffmann - matematica applicata (Università di Augsburg)
- Randolf Menzel - zoologia / neurobiologia (Libera Università di Berlino)
- Rolf Müller - biochimica / biologia molecolare (Università di Marburgo)
- Hermann Riedel - meccanica dei materiali (Fraunhofer-Institut für Werkstoffmechanik Freiburg)
- Hans-Ulrich Schmincke - mineralogia / vulcanologia (Forschungszentrum für Marine Geowissenschaften Kiel)
- Michael Stolleis - storia del diritto (Università Goethe di Francoforte)
- Martin Warnke - storia dell'arte (Università di Amburgo)

1990:
- Reinhard Genzel - astrofisica (Max Planck Institute for Astrophysics, Garching)
- Rainer Greger - fisiologia (Università di Friburgo in Brisgovia)
- Ingrid Grummt - microbiologia (Università di Würzburg)
- Martin Jansen e Arndt Simon - chimica inorganica (Università di Bonn e Max Planck Institute for Solid State Research, Stoccarda)
- Bert Hölldobler - zoologia (Università di Würzburg)
- Konrad Kleinknecht - fisica sperimentale (Università Johannes Gutenberg di Magonza)
- Norbert Peters - ingegneria della combustione (RWTH di Aachen)
- Helmut Schwarz - chimica organica (Università tecnica di Berlino)
- Dieter Stöffler - planetologia (Università di Münster)
- Richard Wagner - scienza dei materiali (GKSS-Forschungszentrum Geesthacht)

### 1989-1986
1989:
- Heinrich Betz - neurobiologia (Università Ruprecht Karl di Heidelberg)
- Claus Wilhelm Canaris - diritto civile (Università Ludwig Maximilian di Monaco)
- Herbert Gleiter - scienza dei materiali (Università della Saarland))
- Theodor W. Hänsch - fisica del laser (Università Ludwig Maximilian di Monaco e Max Planck Institute for Quantum Optics, Garching)
- Joachim Milberg - tecnica di produzione (Università tecnica di Monaco)
- Jürgen Mittelstraß - filosofia (Università di Costanza)
- Sigrid D. Peyerimhoff - chimica teorica (Università di Bonn)
- Manfred T. Reetz - chimica organica (Università di Marburgo)
- Michael Sarnthein e Jörn Thiede - geologia marina (Università di Kiel e Leibniz-Institut für Meereswissenschaften Kiel)
- Reinhard Stock - fisica nucleare sperimentale (Università Goethe di Francoforte)
- Wolfgang Stremmel - medicina interna (Università Heinrich Heine di Düsseldorf)

1988:
- Karl Joachim Ebeling - tecniche ad alta frequenza (Technische Universität Braunschweig)
- Lothar Gall - storia moderna (Università Johann Wolfgang Goethe di Francoforte sul Meno)
- Günter Harder - matematica (Università di Bonn)
- Walter Haug e Burghart Wachinger - scienza della letteratura tedesca più anziana (Università di Tubinga)
- Werner Hildenbrand - economia sociale (Università di Bonn)
- Ingo Müller - fisica teorica (Università tecnica di Berlino)
- Herbert W. Roesky e George Michael Sheldrick - chimica inorganica (Università Georg-August di Gottinga)
- Wolfram Saenger e Volker Erdmann - biochimica (Libera Università di Berlino)
- Günther Schütz - biologia molecolare (German Cancer Research Center, Heidelberg)
- Hans Wolfgang Spiess - chimica fisica (Max Planck Institute for Polymer Research, Mainz)
- Karl Otto Stetter - microbiologia (Università di Ratisbona)
- Thomas Weiland - fisica delle alte energie (DESY (sincrotrone elettronico tedesco), Amburgo)

1987:
- Gerhard Abstreiter - fisica dei semiconduttori (Università tecnica di Monaco)
- Knut Borchardt - storia dell'economia / economia sociale (Università Ludwig Maximilian di Monaco)
- Nils Claussen - materiali ceramici (Università tecnica di Amburgo-Harburg)
- Bernd Giese - chimica organica (Università tecnica di Darmstadt)
- Wolfgang A. Herrmann e Hubert Schmidbaur - chimica inorganica (Università tecnica di Monaco)
- Günter Hotz, Kurt Mehlhorn e Wolfgang Paul - Informatica (Università della Saarland)
- Erwin Neher e Bert Sakmann - chimica biofisica (Istituto Max Planck per la chimica biofisica / Istituto Karl Friedrich Bonhoeffer), Gottinga
- Friedrich A. Seifert - mineralogia (Università di Bayreuth)
- Rudolf K. Thauer - microbiologia biochimica (Università di Marburgo)
- Hans-Peter Zenner - Otorinolaringoiatria / biologia cellulare (Università di Würzburg)

1986:
- Géza Alföldy - storia antica (Università Ruprecht Karl di Heidelberg)
- Dietrich Dörner - psicologia (Università Otto-Friedrich di Bamberga)
- Jürgen Habermas - filosofia (Università Goethe di Francoforte)
- Otto Ludwig Lange e Ulrich Heber - ecologia e biochimica (Università di Würzburg)
- Hartmut Michel - biologia (Max Planck Institute of Biochemistry, Martinsried)
- Christiane Nüsslein-Volhard e Herbert Jäckle - biologia (Istituto Max Planck per la biologia dello sviluppo, Tubinga)
- Peter R. Sahm - casting (RWTH Aachen)
- Fritz Peter Schäfer - fisica laser (MPI für biophysikalische Chemie, Göttingen)
- Frank Steglich - fisica dello stato solido (Università tecnica di Darmstadt)
- Albert H. Walenta - fisica sperimentale (Università di Siegen)
- Julius Wess - fisica teorica (Università di Karlsruhe)